# Menemerus transvaalicus
Menemerus transvaalicus là một loài nhện trong họ Salticidae.
Loài này thuộc chi Menemerus. Menemerus transvaalicus được Wanda Wesołowska miêu tả năm 1999.